# Danny Jones
Danny Jones (ur. 12 marca 1986 w Bolton) – brytyjski muzyk, członek pop rockowego zespołu McFly, a w latach 2013 - 2015 supergrupy McBusted.

## Kariera muzyczna
Człowiek o oryginalnym głosie. Od 2004 roku wraz z Tomem Fletcherem, Dougiem Poynterem oraz Harrym Juddem tworzy brytyjską formację McFly, której jest wokalistą i gitarzystą. Zespół zadebiutował singlem pod tytułem "5 Colours In Her Hair", który stał się numerem jeden brytyjskiej listy przebojów. Popularność przyniosło im wspólne tournée po Wielkiej Brytanii wraz z zespołem Busted.
W 2002 roku podczas przesłuchania do innego zespołu, Danny przypadkowo dowiedział się, że Tom Fletcher szuka gitarzysty do nowej pop-rockowej grupy. Później wraz z Jamesem Bourne'em zaczęli pisać pierwsze piosenki dla nowej formacji. W McFly Danny gra na gitarze, harmonijce, a przede wszystkim śpiewa.
W 2018 roku wydał swój pierwszy solowy singiel "Is This Still Love?". Rok później ukazało się EP z utworami: "Muddy Water", "Bad Habbits", "$igns", "Talk in the Morning" oraz "Without Me".

## Pozostała działalność
W 2010 roku Jones brał udział w programie telewizyjnym Popstar to Operastar. Odpadł w czwartym tygodniu, przegrywając z Marcellą Detroit.
Od 2017 jest jurorem w brytyjskiej edycji The Voice Kids.

## Życie prywatne
2 sierpnia 2014 poślubił Georgię Horsley, miss Anglii z 2007 roku. 27 lutego 2018 urodził się ich syn Cooper Alf Jones.